# Order No. 027
Order No. 027 (Myung-ryoung-027 ho) è un film del 1986, diretto da Ki Mo Jung e Eung Suk Kim, prodotto da Shin Sang-ok.

## Trama
Durante la guerra di Corea un manipolo di soldati nord-coreani è investito della difficile missione di penetrare nella Corea del Sud allo scopo di localizzare il quartier generale nemico delle cosiddette Forze speciali del Drago. Il comando nord-coreano ha già provveduto a piazzare presso l'esercito nemico l'infiltrata Un Ha, detta Balaustine, che dovrà informare i guerriglieri del nord sull'ubicazione dell'obiettivo cercato.
Il gruppo di combattenti è riuscito ad attraversare il confine, e, opportunamente travestiti da militari sud-coreani feriti, i soldati sono a bordo di un treno. L'emotivo sergente Kim Nam, tuttavia, alla vista di una bambina maltrattata da un civile insorge, e attrae perciò l'attenzione di Jang Yong Dal, maggiore delle forze del Drago, presente sul treno: in tal modo fallisce il primo appuntamento con Balaustine.
I nemici sono ormai a conoscenza della presenza dei nord-coreani, che a fatica e attraverso diversi combattimenti a colpi di taekwondo o di armi da fuoco, riescono ad attraversare un'impervia regione montuosa e a presentarsi in tempo al secondo appuntamento con la spia: qui però gli uomini del maggiore Jang Yong Dal sono presenti, e ne nasce uno scontro a fuoco cui il manipolo di invasori riesce a sottrarsi con il sacrificio di Kim Nam.
Balaustine è comunque riuscita a segnalare ai compatrioti l'ubicazione dell'obiettivo, ma comincia a venire sospettata dal maggiore nemico. Ne nasce uno scontro e Balaustine, gravemente ferita, prima di essere scortata in patria dai compagni, li avverte dell'intenzione del nemico di spostare il quartier generale.
Il manipolo di combattenti si prepara dunque allo scontro decisivo, pur con la consapevolezza che non tutti riusciranno a sopravvivere. Mentre la pattuglia riesce ad impadronirsi di importanti documenti nemici, questi stanno imbarcandosi su un elicottero alla volta della nuova località prescelta per il quartier generale. Il comandante dei nord-coreani, allora, per quanto ferito, riesce ad aggrapparsi ad una ruota dell'elicottero, e, in una missione kamikaze, lo fa esplodere in volo con una bomba, in nome della patria, del Partito, del grande leader e del popolo nord-coreano.